# Plotozaur
Plotozaur (Plotosaurus) – rodzaj wymarłych morskich jaszczurek z rodziny mozazaurów (Mosasauridae); jego nazwa znaczy „pływający jaszczur”.
Plotosaurus był jednym z najbardziej zaawansowanych ewolucyjnie mozazaurów. Otrzymał swą nazwę ze względu na daleko idące adaptacje do wodnego trybu życia – wieloma aspektami budowy ciała przypominał ichtiozaury; miał smukłą i wydłużoną czaszkę z dużymi oczodołami, płetwy przypominające płetwy ichtiozaurów (ze zwiększoną liczbą paliczków), ogon z powiększonymi i bocznie spłaszczonymi wyrostkami kolczystymi kręgów. Materiał kopalny dowodzi, że żywił się rybami. Przypuszcza się, że polował w wodach przybrzeżnych (początkowo został opisany pod nazwą Kolposaurus, co oznacza „zatokowy jaszczur”).
Żył w okresie późnej kredy (ok. 71–65,5 mln lat temu) na terenach obecnej Ameryki Północnej. Jego szczątki znaleziono w USA (w stanie Kalifornia). Gatunek typowy, Plotosaurus bennisoni, osiągał długość 8,7 m z czaszką dochodzącą do 39 cm. Plotosaurus tuckeri był większym gatunkiem – mógł mierzyć nawet 13 m długości, z czego na czaszkę przypadało do 59 cm.
Gatunki plotozaura:
- Plotosaurus bennisoni (Camp, 1942)
- Plotosaurus tuckeri (Camp, 1942)